# Найдёновы
Найдёновы — династия московских предпринимателей.
Василий Михайлович Найдёнов («сын Найдёна») — крепостной крестьянин села Батыево Суздальского уезда Владимирской губернии.
Егор Иванович выкупился из крепостной зависимости с семьёй в 1816 году.
В 1863 году братья Найдёновы — Виктор, Александр и Николай — основали Торговый дом «А. Найденова сыновья», который торговал шерстяной пряжей и занимался её обработкой на собственной фабрике.
- Василий Михайлович Найдёнов (ок. 1655—после 1715)
  - Иван Васильевич (1710?—1784?)
    - Егор Иванович (1745—1821)
      - Александр Егорович (1789—1864)
        - Анна Александровна (1829—1905) ∞ Василий Фёдорович Бахрушин
        - Виктор Александрович (10.02.1831—26.09.1919) — потомственный почётный гражданин
        - Николай Александрович (1834—1905) — банкир, краевед
          - Александр Николаевич (1866—1920) — банкир
          - Мария Николаевна ∞ Варенцов, Николай Александрович

        - Ольга Александровна (1837—1901)
        - Александр Александрович (1839—1916) — жена Алексадра Герасимовна Хлудова (1856-1924). Александр Александрович  гласный Московской городской думы с 1877 г. 
          - Александр Александрович-мл. (1877—1937), инженер-механик умер в лагере
          - Ксения Александровна  (1880-1926 ) муж Иван Давидович Морозов
          - Татьяна Александровна (1886-1970 ) муж Борис Михайлович Новиков
          - Марина Александровна (1890 - ? ) муж Глеб Васильевич Морозов
          - Георгий Александрович (1882—?)

        - Владимир Александрович (1842—1864)
        - Мария Александровна (ок. 1848—1919) ∞ Михаил Алексеевич Ремизов
          - Алексей Михайлович Ремизов (1877—1957)